# 1242
1242（千二百四十二、せんにひゃくよんじゅうに）は自然数、また整数において、1241の後で1243の前の数である。

## 性質
- 1242は合成数であり、約数は 1, 2, 3, 6, 9, 18, 23, 27, 46, 54, 69, 138, 207, 414, 621, 1242 である。
  - 約数の和は2880。
- 18番目の十角数である。1つ前は1105、次は1387。
- 278番目のハーシャッド数である。1つ前は1236、次は1251。
  - 9を基とする77番目のハーシャッド数である。1つ前は1233、次は1251。
- 各位の平方和が平方数になる87番目の数である。1つ前は1224、次は1315。(オンライン整数列大辞典の数列 A175396)
- 1242 = 13 + 83 + 93
  - 異なる3つの正の数の立方数の和1通りで表せる87番目の数である。1つ前は1224、次は1243。(オンライン整数列大辞典の数列 A025399)
  - n = 3 のときの 1n + 8n + 9n の値とみたとき1つ前は146、次は10658。(オンライン整数列大辞典の数列 A074521)
- n = 1242 のとき n と n + 1 を並べた数を作ると素数になる。n と n + 1 を並べた数が素数になる133番目の数である。1つ前は1230、次は1256。(オンライン整数列大辞典の数列 A030457)

## その他 1242 に関連すること
- 西暦1242年
- ニッポン放送のラジオ周波数（1242kHz）。